# (5279) Arthuradel
(5279) Arthuradel est un astéroïde de la ceinture principale.

## Description
(5279) Arthuradel est un astéroïde de la ceinture principale. Il fut découvert le 8 juin 1988 à l'observatoire Palomar par T. Rodriquez. Il présente une orbite caractérisée par un demi-grand axe de 2,48 UA, une excentricité de 0,29 et une inclinaison de 13,5° par rapport à l'écliptique.

## Compléments